# NWA World Tag Team Championship (Minneapolis version)
L'NWA World Tag Team Championship (Minneapolis version) è stato un titolo della divisione tag team della federazione NWA Minneapolis Wrestling and Boxing Club, associata alla National Wrestling Alliance (NWA) ed era difeso nel territorio del Minnesota.
Il titolo fu attivo a partire dal 1953, anno in cui furono riconosciuti i primi campioni, fino al 1960, quando il territorio lasciò la NWA.

## Storia
I territori della National Wrestling Alliance erano tenuti a riconoscere un solo campione mondiale dei pesi massimi, ma la NWA consentiva ad ognuno di essi di stabilire un titolo mondiale di coppia, rendendoli di fatto dei titoli regionali, a discapito del nome.
Il territorio del Minnesota riconosce i suoi campioni "mondiali" per la prima volta nel giugno 1953, quando Al e Tiny Mills iniziarono ad essere promossi come detentori del titolo, anche se non è chiaro se si trattasse di una versione del titolo nuova di zecca o se fosse proveniente da altri territori. 
Nel 1960 la federazione di Minneapolis fu tra le fuoriuscite dalla NWA che si unirono nella American Wrestling Association, e il team di Stan Kowalski e Tiny Mills, detentori del titolo al momento della nascita della AWA, furono riconosciuti come detentori dell'AWA World Tag Team Championship.

## Albo d'oro
| Legenda  |                                                                               |
| -------- | ----------------------------------------------------------------------------- |
| #        | Indica il numero del regno titolato                                           |
| Regno    | Viene indicato il numero del regno del campione                               |
| Data     | La data in cui il titolo è stato vinto                                        |
| Località | Indica il luogo in cui il titolo è stato vinto                                |
| Note     | Indica notizie particolari riguardanti i cambi di titolo o altre informazioni |

| #                                 | Campione                            | Regno | Data             | Giorni | Località               | Evento     | Note | Fonti |
| --------------------------------- | ----------------------------------- | ----- | ---------------- | ------ | ---------------------- | ---------- | --- | ----- |
| 1                                 | Al Mills e Tiny Mills               | 1     | 10 giugno 1953   | 10     | --                     | House Show | Non è noto quando i due vinsero il titolo, né se si tratta di una versione del titolo proveniente da altri territori. |       |
| 2                                 | Pat O'Connor e Tony Baillargeon     | 1     | 20 giugno 1953   | --     | Saint Paul, Minnesota  | House show | |       |
| Storia del titolo non documentata |                                     |       |                  |        |                        |            | |       |
| 3                                 | Ivan Kalmikoff e Karol Kalmikoff    | 1     | 8 gennaio 1957   | 49     | Minneapolis, Minnesota | House show | |       |
| 4                                 | Guy Brunetti e Joe Brunetti         | 1     | 26 febbraio 1957 | 100    | Minneapolis, Minnesota | House show | |       |
| 5                                 | Ivan Kalmikoff e Karol Kalmikoff    | 2     | 6 giugno 1957    | 68     | Minneapolis, Minnesota | House show | |       |
| 6                                 | Kinji Shibuya e Mitsu Arakawa       | 1     | 13 agosto 1957   | 105    | Minneapolis, Minnesota | House show | |       |
| 7                                 | Guy Brunetti e Joe Brunetti         | 2     | 26 novembre 1957 | 14     | Minneapolis, Minnesota | House show | |       |
| 8                                 | Chet Wallick e Johnny Valentine     | 1     | 10 dicembre 1957 | 16     | Minneapolis, Minnesota | House show | |       |
| 9                                 | Bronko Nagurski e Verne Gagne       | 1     | 26 dicembre 1957 | 86     | Minneapolis, Minnesota | House show | |       |
| 10                                | Doc Gallagher e Mike Gallagher      | 1     | 22 marzo 1958    | 54     | Minneapolis, Minnesota | House show | Hard Boiled Haggerty e Kinji Shibuya sconfissero i Gallagher il 22 aprile 1958, ma il cambio di titolo fu considerato nullo per un errore commesso dall'arbitro.                                                             |       |
| 11                                | Leo Nomellini e Verne Gagne (2)     | 1     | 15 maggio 1958   | 19     | Minneapolis, Minnesota | House show | |       |
| 12                                | Doc Gallagher e Mike Gallagher      | 2     | 3 giugno 1958    | 28     | --                     | House Show | |       |
| 13                                | Fritz Von Erich e Hans Hermann      | 1     | 1 luglio 1958    | 63     | Minneapolis, Minnesota | House show | |       |
| —                                 | Vacante                             | —     | 2 settembre 1958 | —      | —                      | —          | Il titolo fu reso vacante per motivi non noti. |       |
| 14                                | Reggie Lisowski e Stan Lisowski     | 1     | 5 novembre 1958  | 71     | --                     | House show | In un torneo per riassegnare i titoli vacanti. |       |
| 15                                | Herb Freeman e Seymour Freeman      | 1     | 15 gennaio 1959  | 7      | Minneapolis, Minnesota | House show | |       |
| 16                                | Reggie Lisowski e Stan Lisowski     | 2     | 22 gennaio 1959  | 42     | Minneapolis, Minnesota | House Show | |       |
| 17                                | Ivan Kalmikoff e Karol Kalmikoff    | 3     | 5 marzo 1989     | 36     | Minneapolis, Minnesota | House Show | |       |
| 18                                | Butch Levy e Verne Gagne (3)        | 1     | 28 aprile 1959   | 36     | Minneapolis, Minnesota | House Show | |       |
| 19                                | Ivan Kalmikoff e Karol Kalmikoff    | 4     | 3 giugno 1959    | 41     | --                     | House show | I Kalmikoff ottennero il titolo di ufficio perché Gagne abbandonò temporaneamente il territorio. |       |
| 20                                | Butch Levy (2) e Leo Nomellini (2)  | 1     | 14 luglio 1959   | 50     | Minneapolis, Minnesota | House Show | |       |
| —                                 | Vacante                             | —     | 2 settembre 1959 | —      | —                      | —          | Il titolo fu reso vacante quando Leo Nomellini lasciò il wrestling per giocare con i San Francisco 49ers nel 1959. |       |
| 21                                | Stan Kowalski e Tiny Mills (2)      | 1     | 5 marzo 1960     | 193    | --                     | --         | Il titolo fu assegnato d'ufficio ai due. Il territorio di Minneapolis lascia la NWA nel mese di maggio, ma inizialmente continua a riconoscerne i campioni.                                                                  |       |
| 22                                | Leo Nomellini (3) e Verne Gagne (4) | 2     | 19 luglio 1960   | 28     | Minneapolis, Minnesota | House Show | |       |
| 23                                | Stan Kowalski (2) e Tiny Mills (3)  | 2     | 16 agosto 1960   | 49     | Minneapolis, Minnesota | House Show | Il titolo fu assegnato d'ufficio ai due quando Nomellini tornò dalla National Football League. I due divennero i campioni inaugurali dell'AWA World Tag Team Championship quando la AWA smise di riconoscere i campioni NWA. |       |
| —                                 | Disattivato                         | —     | 4 ottobre 1960   | —      | —                      | —          | Il titolo venne disattivato quando il territorio di Minneapolis e la AWA smisero di riconoscere i titoli NWA e diedero vita all'AWA World Tag Team Championship.                                                             |       |